# 原田高架橋
原田高架橋（はらだこうかきょう）は、香川県丸亀市原田町の国道11号に架かる高架橋である。国土交通省の交差点立体化工事としては初めて急速施工立体交差工法を採用した。

## 概要
- 全延長:860m
- 高架橋延長:192m
- 上部工型式:7径間連続鋼床版箱桁ラーメン橋
- 下部工型式:鋼製箱桁ラーメン式橋脚・鉄筋コンクリート逆T式橋台
- 基礎型式:直接基礎（地盤改良工）

## 位置情報

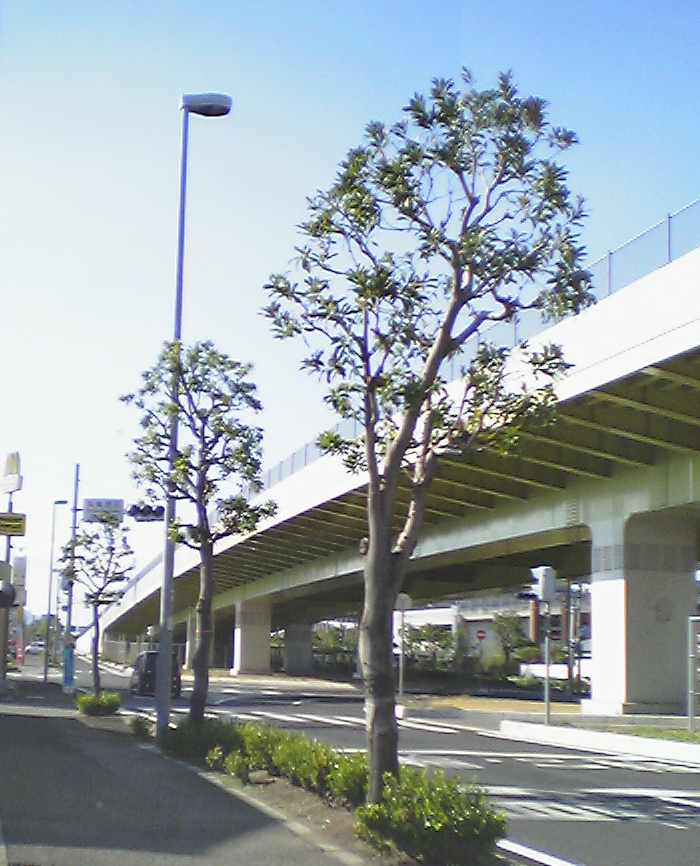
香川県丸亀市原田町